# Pieter Kikkert (agent-generaal)
Pieter Kikkert (Vlaardingen, 22 april 1892 – Den Haag, 17 november 1942) was een Nederlands bestuurder in Suriname.
Hij werd geboren als zoon van de reder en haringhandelaar Huibrecht Kikkert. Hij studeerde rechten studeren aan de Rijksuniversiteit Leiden waar hij in de zomer van 1921 promoveerde bij Eduard Meijers. Daarna was hij werkzaam op het departement Buitenlandse Zaken waar hij in augustus 1922 commies werd en op 1 januari 1929 tot hoofdcommies bevorderd werd. Daarnaast was Kikkert ook secretaris Rijnvaartcommissarissen geweest. Rond 1931 werd hij gouvernementssecretaris van Suriname in de periode dat gouverneur Rutgers leiding gaf aan deze Nederlandse kolonie. In september 1932 werd het immigratie departement als zelfstandige afdeling van Algemeen Bestuur opgeheven waarbij de diensten in een afdeling van de Gouvernements-Secretarie werden ondergebracht. Dit departement viel tot dan onder de agent-generaal voor de Immigratie. Op 1 januari 1933 werd mr. P. Kikkert tevens waarnemend agent-generaal voor de immigratie en nog datzelfde jaar werd hij eerst buitengewoon lid en later een gewoon lid van de Raad van Bestuur van Suriname. In augustus 1937 werd hij benoemd tot ridder in de orde van de Nederlandse leeuw. In mei 1939 werd hem op eigen verzoek eervol ontslag verleend waarna hij terugkeerde naar Nederland.
Vanaf 1 augustus 1940 verving hij bij Rijkswaterstaat de zieke directeur van de afdeling Personeel en Algemene Zaken mr. J. Draaijer; eerst als tijdelijk ambtenaar en vanaf april 1941 als plaatsvervangend directeur. In april 1942 werd hij uiteindelijk aangesteld als opvolger van Draaijer die in augustus 1942 overleed. Enkele maanden later overleed de toen pas 50-jarige Kikkert zelf ook.